# Wellington Sánchez
Wellington Eduardo Sánchez Luzuriaga (ur. 19 czerwca 1974 w Ambato) – ekwadorski piłkarz grający na pozycji defensywnego pomocnika.

## Kariera klubowa
Sánchez urodził się w mieście Ambato, a karierę piłkarską rozpoczął w tamtejszym klubie Tecnico Universitario Ambato. W 1992 roku zadebiutował w jego barwach w lidze i grał tam do 1993. Wtedy też na pół roku odszedł do Universidad Católica Quito. W 1994 roku został piłkarzem Nacionalu Quito. W 1996 roku po raz pierwszy w karierze wywalczył mistrzostwo Ekwadoru, a rok później wyjechał do Stanów Zjednoczonych. Przez jeden sezon występował w klubie tamtejszej Major League Soccer, New York MetroStars. Z zespołem z Nowego Jorku rozegrał 12 spotkań i zdobył jednego gola, ale nie osiągnął większych sukcesów i w 1999 roku wrócił do Ekwadoru. Do 2004 roku grał w Emelec Guayaquil. W tym okresie dwukrotnie zostawał mistrzem ekwadorskiej Serie A w latach 2001 i 2002 oraz w 2001 roku dotarł do finału Copa Merconorte. Od 2005 roku ponownie jest zawodnikiem Nacionalu. Tuż po przyjściu do Nacionalu został mistrzem fazy Clausura.

## Kariera reprezentacyjna
W reprezentacji Ekwadoru Sánchez zadebiutował 21 września 1994 roku w zremisowanym 0:0 towarzyskim spotkaniu z Peru. W 1997 roku wystąpił na Copa América 1997. W 2002 roku został powołany przez selekcjonera Hernána Darío Gómeza do kadry na Mistrzostwa Świata 2002. Tam był rezerwowym i nie wystąpił w żadnym spotkaniu. Ostatni mecz w kadrze narodowej rozegrał w 2004 roku. Łącznie wystąpił w 44 meczach reprezentacji Ekwadoru i zdobył 3 gole.